# 長崎帆船まつり

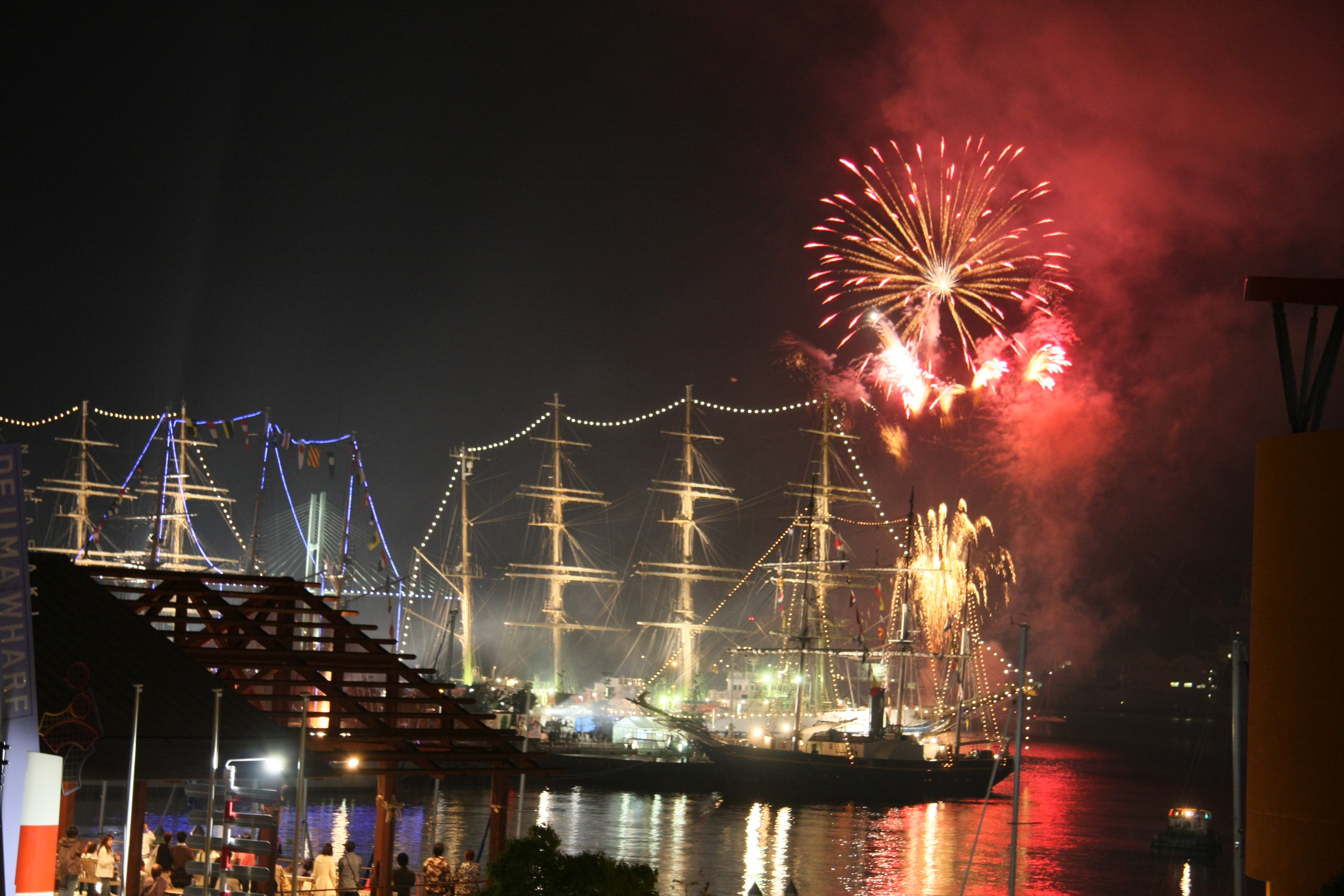
ライトアップされた船舶と花火

長崎帆船まつり （ながさきはんせんまつり）は、長崎県長崎市において4月下旬に行われる祭り。日本内外より帆船が長崎港の松ヶ枝国際観光埠頭及び長崎水辺の森公園の岸壁に集う。

## 沿革
- 2000年（平成12年）4月 - 日蘭交流400周年を記念したイベントとして初めて実施される。
  - この時には、徳仁皇太子とオランダのウィレム＝アレクサンダー皇太子が出席して記念式典が行われた。

## 記録
| 回 | 年                 | 期間                                    | 備考                                           |
| -- | ------------------ | --------------------------------------- | ---------------------------------------------- |
| 初 | 2000年（平成12年） | 4月                                     | 日蘭交流400周年記念イベントとして開始。        |
| 2  | 2001年（平成13年） | 4月19日（木）- 4月23日（月）までの5日間 |                                                |
| 3  | 2002年（平成14年） | 4月26日（金）- 4月30日（火）までの5日間 |                                                |
| 4  | 2003年（平成15年） | 4月25日（金）- 4月29日（火）までの5日間 |                                                |
| 5  | 2004年（平成16年） | 4月23日（金）- 4月27日（火）までの5日間 |                                                |
| 6  | 2005年（平成17年） | 4月27日（水）- 5月1日（日）までの5日間  |                                                |
| 7  | 2006年（平成18年） | 4月27日（木）- 5月1日（月）までの5日間  |                                                |
| 8  | 2007年（平成19年） | 4月26日（木）- 4月30日（月）までの5日間 |                                                |
| 9  | 2008年（平成20年） | 4月24日（木）- 4月28日（月）までの5日間 |                                                |
| 10 | 2009年（平成21年） | 4月23日（木）- 4月27日（月）までの5日間 |                                                |
| 11 | 2010年（平成22年） | 7月22日（木）- 7月26日（月）までの5日間 | 7月開催は海フェスタながさきと共催のため。      |
| 12 | 2011年（平成23年） | 4月21日（木）- 4月25日（月）までの5日間 |                                                |
| 13 | 2012年（平成24年） | 4月26日（木）- 4月30日（月）までの5日間 |                                                |
| 14 | 2013年（平成25年） | 4月25日（木）- 4月29日（月）までの5日間 |                                                |
| 15 | 2014年（平成26年） | 4月27日（日）- 5月1日（木）までの5日間  |                                                |
| 16 | 2015年（平成27年） | 4月25日（土）- 4月29日（水）までの5日間 |                                                |
| 17 | 2016年（平成28年） | 4月21日（木）- 4月25日（月）までの5日間 | 熊本地震の影響により打ち上げ花火は中止された。 |

## 参加帆船
（　　）内は所属。
- 日本丸（独立行政法人 航海訓練所）- 2007年、2008年、2010～2014年参加。
- 海王丸（独立行政法人 航海訓練所） - 2003年、2004年、2006年～2010年参加。
- 海星（英語版）（NPO日本セイルトレーニング協会） - 2003年参加。
- パラダ（ロシア極東漁業技術大学） - 2004年、2006年、2007年、2009～2010年、2012年、2014年参加。
- ナジェジュダ（ロシア極東海洋大学） - 2006年、2009～2011年参加。
- コリアナ（韓国国際海洋都市研究院） - 2003年～2014年参加。
- みらいへ（一般社団法人グローバル人材育成推進機構）- 2014年参加。2005年～2009年、2011～2012年は「あこがれ」（大阪市）として参加。
- 観光丸（ハウステンボス） - 2003年～2014年参加。
- 飛帆（長崎市） - 2003年～2011年参加。
- ドーントレッダー（鈴与）- 2012年～2014年参加。